# Contre-la-montre féminin des juniors aux championnats du monde de cyclisme sur route 2024
Le contre-la-montre féminin des juniors (moins de 19 ans) aux championnats du monde de cyclisme sur route 2024 a lieu le mardi 24 septembre 2024 entre Zurich et Zurich, en Suisse, sur une distance de 18,8 kilomètres. 

## Parcours
Le parcours du contre-la-montre juniors féminin commence sur la Sechseläutenplatz de Zurich et longe le lac de Zurich jusqu'à Herrliberg puis un retour dans le sens opposé jusqu'à Zurich. Le tracé est plat (dénivelé positif de 36 mètres).

## Classement
| Rang                               | Cycliste            | Pays            | Temps       |
| ---------------------------------- | ------------------- | --------------- | ----------- |
| Médaille d'or, Coupe du Monde      | Cat Ferguson        | Grande-Bretagne | 23 min 49 s |
| Médaille d'argent, Coupe du Monde  | Viktória Chladoňová | Slovaquie       | + 34 s      |
| Médaille de bronze, Coupe du Monde | Imogen Wolff        | Grande-Bretagne | + 36 s      |
| 4                                  | Fee Knaven          | Pays-Bas        | + 47 s      |
| 5                                  | Kamilla Aasebø      | Norvège         | + 54 s      |
| 6                                  | Lauren Bates        | Australie       | + 58 s      |
| 7                                  | Paula Ostiz         | Espagne         | + 1 min 3 s |
| 8                                  | Messane Bräutigam   | Allemagne       | + 1 min 9 s |
| 9                                  | Megan Arens         | Pays-Bas        | + 1 min 9 s |
| 10                                 | Sidney Swierenga    | Canada          | + 1 min 9 s |